# Tenellopsis microphycita
Tenellopsis microphycita är en fjärilsart som beskrevs av Hans Georg Amsel 1961. Tenellopsis microphycita ingår i släktet Tenellopsis och familjen mott. Inga underarter finns listade i Catalogue of Life.